# ليسيشيتشي
ليسيشيتشي (بالسيريلية Лисичићи) هي قرية في البوسنة والهرسك. وهي تقع في بلدية كونييتش التابعة لكانتون الهرسك-نيريتفا في اتحاد البوسنة والهرسك على الضفة اليمنى لنهر نيريتفا. طبقا لنتائج تعداد البوسنة عام 2013 فقد كان عدد سكانها 194 نسمة.

## التركيبة السكانية

### التطور التاريخي للسكان
| 1961 | 1971 | 1981 | 1991 | 2013 |
| ---- | ---- | ---- | ---- | ---- |
| 213  | 232  | 213  | 238  | 194  |

### المجتمع المحلي
في عام 1991 كان المجتمع المحلي للقرية يتألف من 507 نسمة وهم موزعون على النحو التالي:

## أعلام
- ستيف باساس

## وصلات خارجية
- Maplandia (بالإنجليزية)